# Peter Mikkelsen

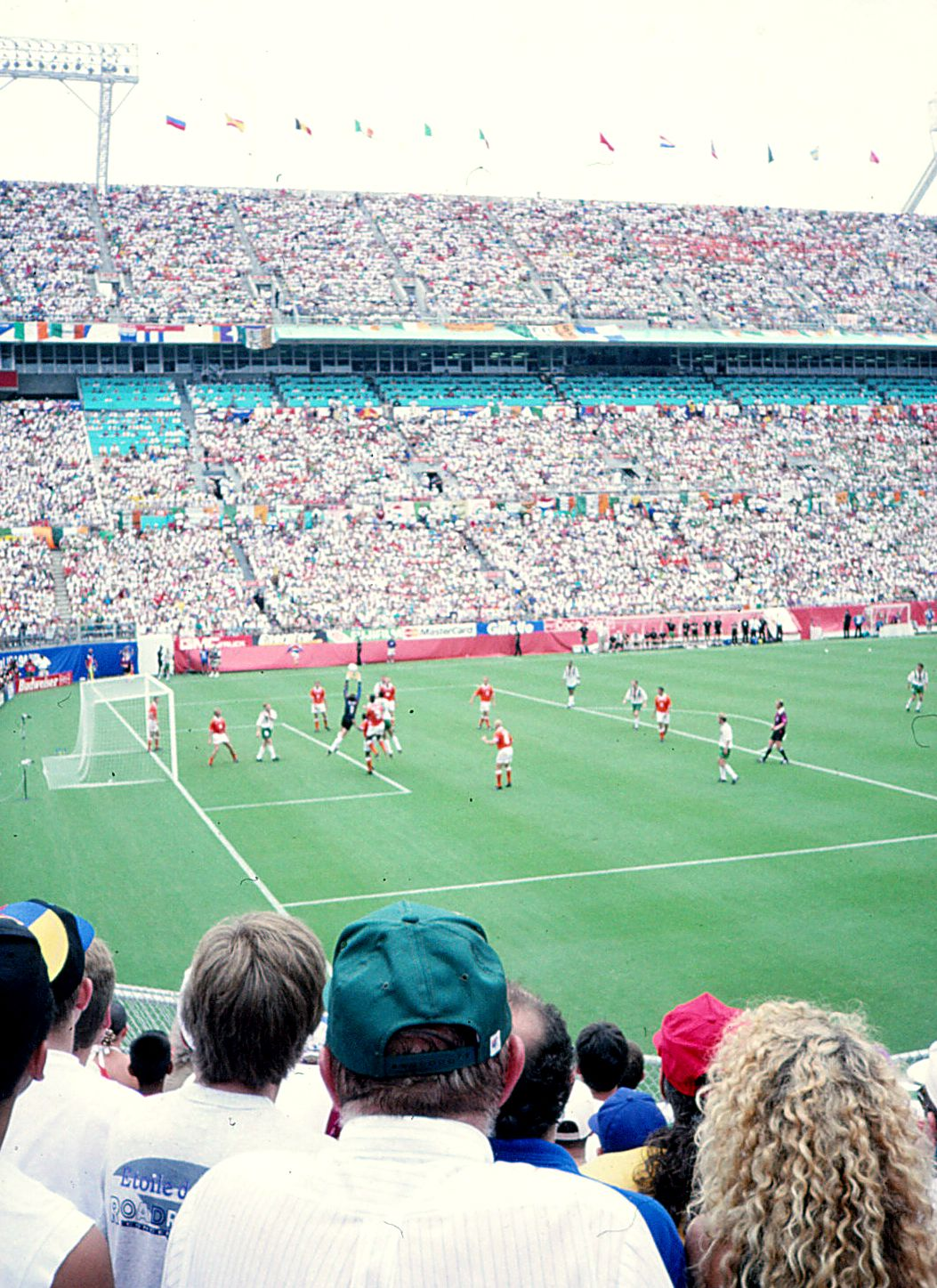
Peter Mikkelsen, WK 1994, Orlando, Florida.

Peter Mikkelsen (Kopenhagen, 1 mei 1960 – 30 januari 2019) was een voetbalscheidsrechter uit Denemarken. Hij was actief op twee WK-eindronden (1990 en 1994) en twee EK-eindronden (1992 en 1996). Mikkelsen floot op het hoogste internationale niveau van 1988 tot 1998.
Hij floot onder andere het Nederlands elftal. Tijdens het WK 1994 floot hij op 4 juli 1994 in Orlando de achtste finale tegen Ierland. Hij gaf aanvoerder Ronald Koeman geel.

## Statistieken
| Seizoen   | Competitie  | Duels | Kaarten    | Kaarten                                    | Kaarten     | Pen. |
| Seizoen   | Competitie  | Duels | Kreeg geel | Kreeg voor de tweede keer geel en dus rood | Weggestuurd | Pen. |
| --------- | ----------- | ----- | ---------- | ------------------------------------------ | ----------- | ---- |
| 1991      | Superligaen | 8     | 13         | 0                                          | 0           | 0    |
| 1991–1992 | Superligaen | 14    | 33         | ?                                          | 2           | 0    |
| 1992–1993 | Superligaen | 20    | 53         | ?                                          | 2           | 2    |
| 1993–1994 | Superligaen | 20    | 45         | ?                                          | 1           | 7    |
| 1994–1995 | Superligaen | 17    | 36         | ?                                          | 9           | 5    |
| 1995–1996 | Superligaen | 18    | 48         | ?                                          | 1           | 0    |
| 1996–1997 | Superligaen | 14    | 35         | ?                                          | 2           | 2    |
| 1997–1998 | Superligaen | 15    | 33         | ?                                          | 2           | 3    |
| 1998–1999 | Superligaen | 4     | 7          | ?                                          | 1           | 1    |
| Totaal    | Totaal      | 130   | 303        | ?                                          | 20          | 20   |

## Interlands
| Datum      | Wedstrijd                     | Uitslag | Competitie        | Kreeg geel | Kreeg voor de tweede keer geel en dus rood | Weggestuurd |
| ---------- | ----------------------------- | ------- | ----------------- | ---------- | ------------------------------------------ | ----------- |
| 11-11-1987 | Noord-Ierland – Turkije       | 1 – 0   | EK-kwalificatie   | ?          | ?                                          | ?           |
| 24-05-1988 | IJsland – Portugal            | 0 – 1   | OS-kwalificatie   | ?          | ?                                          | ?           |
| 21-05-1989 | Noorwegen – Cyprus            | 3 – 1   | WK-kwalificatie   | ?          | ?                                          | ?           |
| 23-08-1989 | Oostenrijk – IJsland          | 2 – 1   | WK-kwalificatie   | ?          | ?                                          | ?           |
| 10-06-1990 | Duitsland – Joegoslavië       | 4 – 1   | WK-eindronde      | 0          | 0                                          | 0           |
| 26-06-1990 | Engeland – België             | 1 – 0   | WK-eindronde      | 1          | 0                                          | 0           |
| 08-08-1990 | Faeröer – IJsland             | 2 – 3   | Vriendschappelijk | ?          | ?                                          | ?           |
| 29-08-1990 | Finland – Tsjecho-Slowakije   | 1 – 1   | Vriendschappelijk | ?          | ?                                          | ?           |
| 06-02-1991 | Schotland – Sovjet-Unie       | 0 – 1   | Vriendschappelijk | ?          | ?                                          | ?           |
| 23-05-1991 | Argentinië – Sovjet-Unie      | 1 – 1   | Vriendschappelijk | ?          | ?                                          | ?           |
| 13-06-1991 | Zweden – Sovjet-Unie          | 2 – 3   | Vriendschappelijk | ?          | ?                                          | ?           |
| 04-09-1991 | Tsjecho-Slowakije – Frankrijk | 1 – 2   | EK-kwalificatie   | ?          | ?                                          | ?           |
| 20-11-1991 | Bulgarije – Roemenië          | 1 – 1   | EK-kwalificatie   | ?          | ?                                          | ?           |
| 14-06-1992 | GOS – Nederland               | 0 – 0   | EK-eindronde      | 3          | 0                                          | 0           |
| 14-10-1992 | Italië – Zwitserland          | 2 – 2   | WK-kwalificatie   | 1          | 0                                          | 0           |
| 28-04-1993 | Engeland – Nederland          | 2 – 2   | WK-kwalificatie   | 2          | 0                                          | 0           |
| 23-05-1993 | Rusland – Griekenland         | 1 – 1   | WK-kwalificatie   | ?          | ?                                          | ?           |
| 18-06-1994 | Spanje – Zuid-Korea           | 2 – 2   | WK-eindronde      | 4          | 0                                          | 1           |
| 26-06-1994 | Zwitserland – Colombia        | 0 – 2   | WK-eindronde      | 5          | 0                                          | 0           |
| 04-07-1994 | Nederland – Ierland           | 2 – 0   | WK-eindronde      | 1          | 0                                          | 0           |
| 07-09-1994 | Slowakije – Frankrijk         | 0 – 0   | EK-kwalificatie   | ?          | ?                                          | ?           |
| 13-11-1994 | Portugal – Oostenrijk         | 1 – 0   | EK-kwalificatie   | ?          | ?                                          | ?           |
| 16-08-1995 | Schotland – Griekenland       | 1 – 0   | EK-kwalificatie   | ?          | ?                                          | ?           |
| 22-02-1996 | Japan – Zweden                | 1 – 1   | Vriendschappelijk | ?          | ?                                          | ?           |
| 13-06-1996 | Bulgarije – Roemenië          | 1 – 0   | EK-eindronde      | 2          | 0                                          | 0           |
| 08-06-1997 | Joegoslavië – Slowakije       | 2 – 0   | WK-kwalificatie   | ?          | ?                                          | ?           |
| 10-09-1997 | Duitsland – Armenië           | 4 – 0   | WK-kwalificatie   | 0          | 0                                          | 0           |
| 11-10-1997 | Portugal – Noord-Ierland      | 1 – 0   | WK-kwalificatie   | ?          | ?                                          | ?           |
| 29-10-1997 | Rusland – Italië              | 1 – 1   | WK-kwalificatie   | 0          | 0                                          | 0           |